# 日中線
日中線（にっちゅうせん）は、福島県喜多方市の喜多方駅から同県耶麻郡熱塩加納村（現・喜多方市）の熱塩駅までを結んでいた、日本国有鉄道（国鉄）の鉄道路線（地方交通線）である。1980年（昭和55年）の日本国有鉄道経営再建促進特別措置法（国鉄再建法）施行により第1次特定地方交通線に指定され、1984年（昭和59年）4月1日に全線廃止となった。
路線名は、終点である熱塩駅の北方にある日中温泉に由来する。

## 路線データ（廃止時）
- 管轄：日本国有鉄道
- 区間（営業キロ）：喜多方駅 - 熱塩駅間 11.6km[1]
- 軌間：1067mm
- 駅数：5（起点駅を含む）
- 複線区間：なし（全線単線）
- 電化方式：なし（全線非電化）

## 運行形態
開業当初は1日6往復運行していた。1950年代には1日5往復の時代もあったが、1958年（昭和33年）10月のダイヤ改正では、朝1往復、夕方1往復と夜1往復の計3往復に削減されており、日中は列車の運行がなく、廃止までこの運行形態が続いた。また貨物取り扱い廃止以前は、混合列車として運行されていた。
開業時には熱塩駅の転車台を使用して蒸気機関車（SL）の方向転換をしていたが、距離も短く速度も低速だったためにバック運転（逆機）でも支障が少なく、日中戦争の影響もあり使用が中止された。末期の蒸気機関車の運転形態であるが、朝の上り列車（熱塩発喜多方行き）が逆機になり、逆に午後の下り列車（喜多方発熱塩行き）が逆機となる変則運転だった。

## 歴史

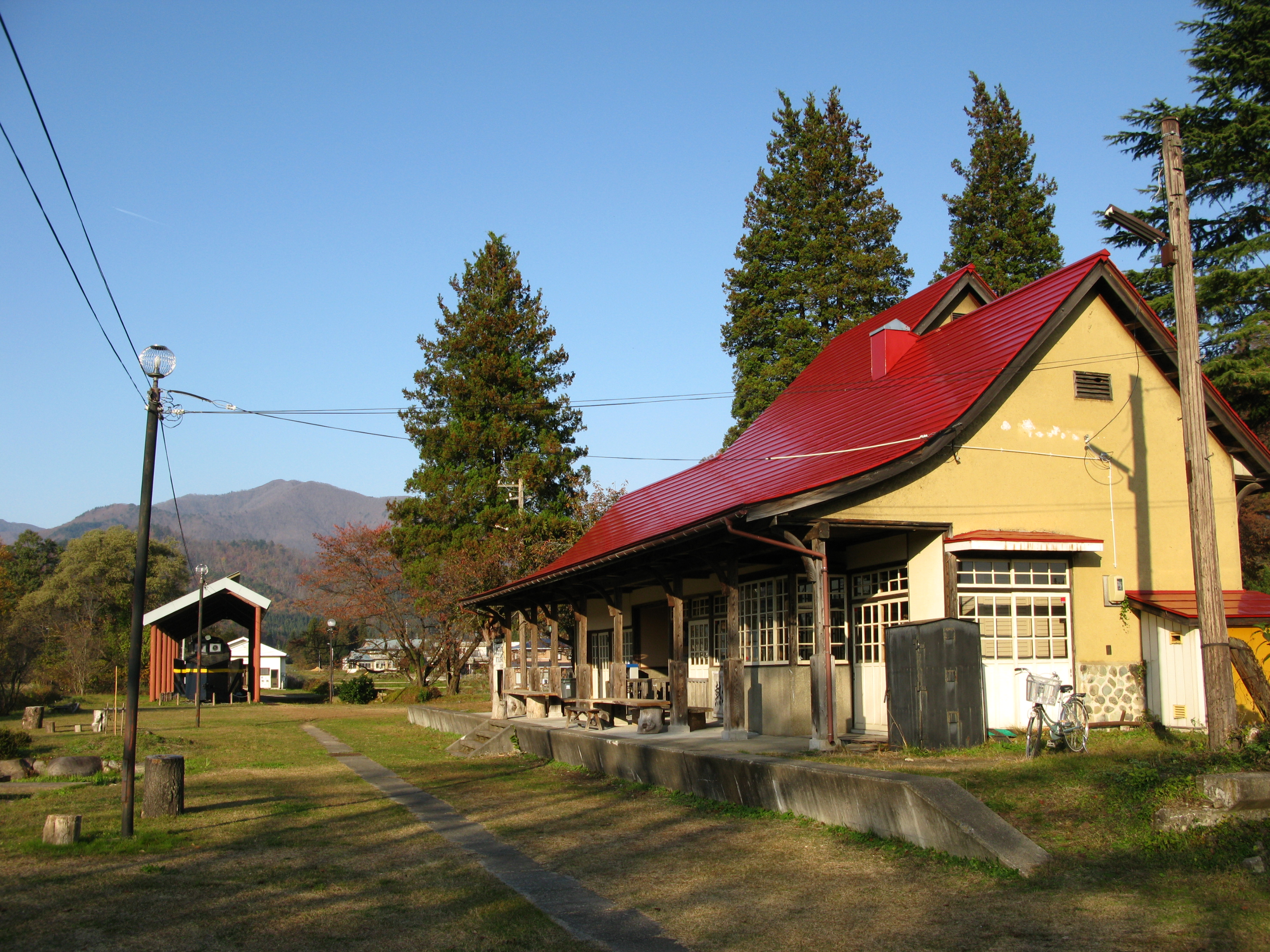
日中線記念館（旧・熱塩駅）

改正鉄道敷設法別表第26号に規定する予定線「山形縣米澤ヨリ福島縣喜多方ニ至ル鐡道」の一部で、日光線・野岩線・会津線と結んで東北地方南部を縦貫する野岩羽線構想の一翼を担うはずであった。
1938年（昭和13年）に福島県側が開業したものの、典型的な閑散ローカル線であり、廃止時点で各駅に停車する1日3往復の客車列車が朝夕（朝1往復、夕方2往復）に運行されるのみで、「日中走らぬ日中線」「日中は走りま線」とも揶揄された。輸送密度は260人/日で、主に地元高校生の通学に使われ、熱塩温泉への宿泊客・湯治客の利用は少なかった。一例として、原武史は高校2年生だった1980年2月26日の夕方、クラスメイトと2人でローカル線旅行に出かけた際に乗車した時の回想として、車内を混み合わせていたのは地元の高校生たちで、熱塩駅に着くまでにほとんど降りてしまったと記している。
また、貨物輸送として、熱塩加納村にあった与内畑鉱山の石膏、加納鉱山の銀・銅鉱石を輸送する役割も担っていたが、1972年（昭和47年）に廃鉱となると貨物収入も減少していった。
本州では蒸気機関車による定期旅客列車の運転が最後となった線区でもあり、多くの鉄道ファンが詰めかけていた。なお、終点となる熱塩駅には転車台が設置されていたが、SLブームの頃には既に使われておらず、機関車は折り返し時に逆機となっていた。

### 年表
- 1938年（昭和13年）8月18日：喜多方駅 - 熱塩駅間 (11.6km) が日中線として開業・全通[6]。会津村松駅、上三宮駅、会津加納駅、熱塩駅を新設。1日6往復運行していた[4]。
- 1957年（昭和32年）
  - 7月1日：会津加納駅 - 熱塩駅間 (3.4km) の貨物営業を廃止。
  - 9月1日：会津加納駅 - 熱塩駅間の貨物営業を再開。
- 1964年（昭和39年）4月1日：会津加納駅 - 熱塩駅間の貨物営業を再度廃止[7]。
- 1974年（昭和49年）
  - 10月31日：蒸気機関車が最後の定期運行。
  - 11月3日 - 10日：SLさよなら列車を会津若松駅 - 熱塩駅間で運転[注 3][注 4][注 5]。
- 1981年（昭和56年）9月18日：第1次特定地方交通線として、廃止承認。
- 1983年（昭和58年）11月1日：喜多方駅 - 会津加納駅間 (8.2km) の貨物営業を廃止。
- 1984年（昭和59年）
  - 3月31日：「さようなら日中線号」がDE10+客車4両+DE10編成でプッシュプル運転。
  - 4月1日：全線 (11.6km) を廃止し、会津乗合自動車のバス路線へ転換[8]。

## 駅一覧
- 全駅が福島県内に所在。駅名・所在地などは廃止直前時点のもの。耶麻郡熱塩加納村は2006年（平成18年）に喜多方市となった。

| 駅名       | 駅間キロ | 営業キロ | 接続路線               | 所在地           |
| ---------- | -------- | -------- | ---------------------- | ---------------- |
| 喜多方駅   | -        | 0.0      | 日本国有鉄道：磐越西線 | 喜多方市         |
| 会津村松駅 | 2.9      | 2.9      |                        | 喜多方市         |
| 上三宮駅   | 2.1      | 5.0      |                        | 喜多方市         |
| 会津加納駅 | 3.2      | 8.2      |                        | 耶麻郡熱塩加納村 |
| 熱塩駅     | 3.4      | 11.6     |                        | 耶麻郡熱塩加納村 |

## 使用車両
蒸気機関車
C11形
C12形
ディーゼル機関車
DE10形
客車
オハ61系（オハ61・オハフ61）などの旧型客車

## 廃止後の状況

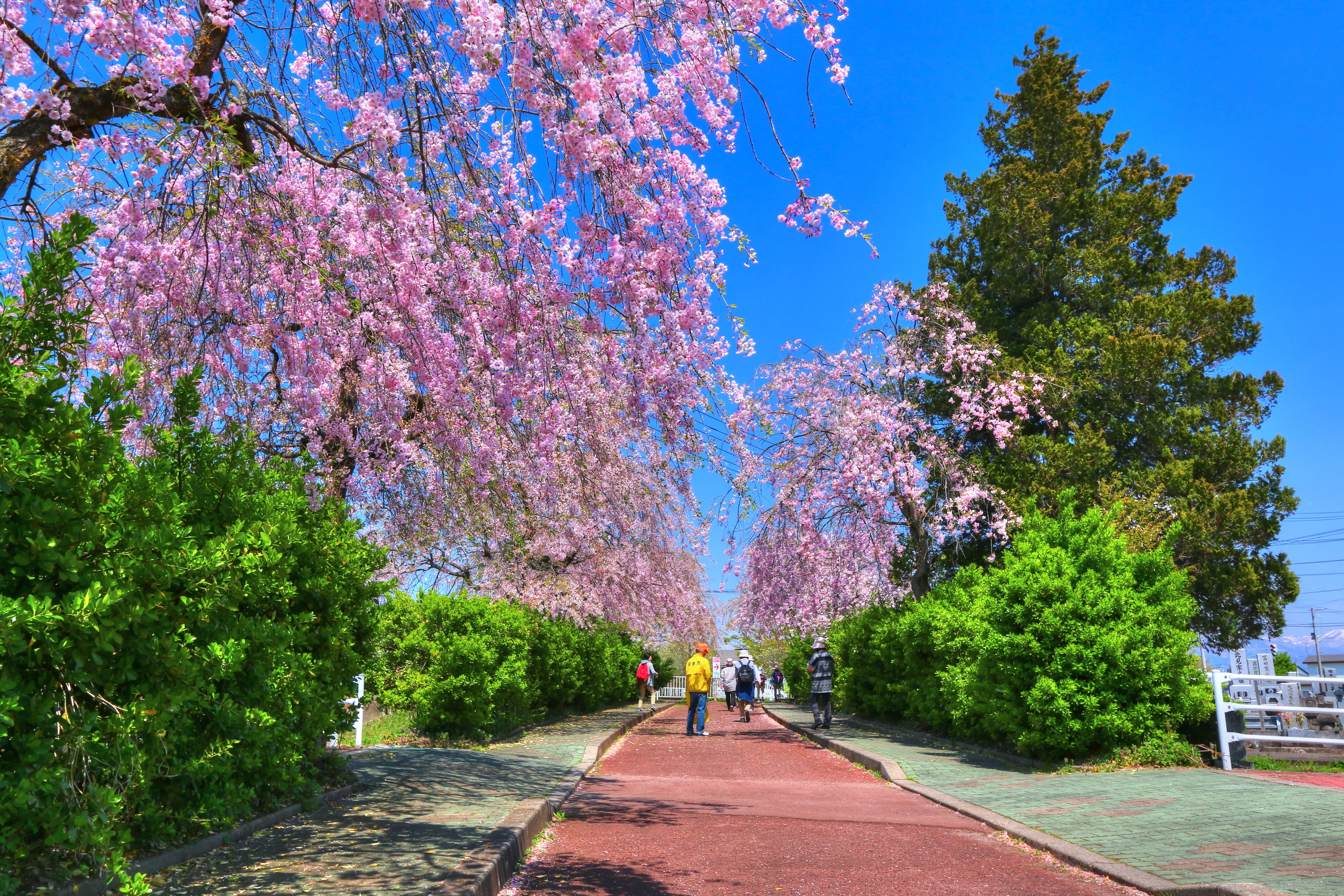
日中線記念自転車歩行者道

廃線後は、会津乗合自動車（会津バス）が既存並行路線を拡充する形で代替バスの運行を開始し、「千石沢（日中）線」として喜多方駅前 - 日中線記念館前 - 千石沢を1日6往復運行していた。転換交付金を利用して新車の投入、増便、バス待合所の新築が行われた。しかし、利用客の減少により2008年（平成20年）12月1日からは全便が日曜・祝日運休となり、2012年（平成24年）9月29日の運行をもって全線廃止となった。代替バス廃止後は喜多方市が運営するデマンドタクシーが運行されている。
旧熱塩駅は駅舎の荒廃ぶりが話題に上ることもあったが、廃止3年後の1987年から整備の上で「日中線記念館」として保存されている。また廃線跡は、旧喜多方市内ではサイクリングロード「日中線記念自転車歩行者道」として整備されており、喜多方駅から会津村松駅間の約3kmは4月中旬から4月下旬に約1000本のしだれ桜が咲き誇る福島県内有数の桜の名所となっている。
元来の本路線の予定区間である米沢駅と喜多方駅を結ぶ区間は国道121号の大峠道路として整備されたが、路線バスの運行も振るわなかった。2010年代には広田タクシーが春から秋の週末・休日限定で予約制の「マスコットくん」を米沢駅から会津若松駅まで運行していたが、2014年限りで運行を廃止した。